# Betriebsabrechnungsbogen
Der Betriebsabrechnungsbogen (BAB) ist in der Betriebswirtschaftslehre ein wichtiges Organisationsmittel der Kosten- und Leistungsrechnung und hat den Zweck, die Gemeinkosten und andere Kostenarten eines Unternehmens auf alle Kostenstellen verursachungsgerecht zu verteilen.

## Allgemeines
Im BAB werden die Ergebnisse der Betriebsabrechnung dokumentiert. Der BAB wird vor allem in kleinen und mittleren Unternehmen verwendet. Er ist eine nachträgliche Kostenkontrollrechnung in der Form einer tabellarischen Kostenstellenrechnung und dient dazu, bestimmte Kostenarten – insbesondere die Gemeinkosten – über die Kostenbereiche auf die einzelnen Kostenstellen zu verteilen. Eine Kostenstelle im Sinne des BAB beschreibt dabei eine „Verbrauchsstelle“ der Kosten. Ein tabellarischer BAB enthält in horizontaler Richtung die Kostenstellen und in vertikaler Richtung die Kostenarten.

## Systematik
Der Betriebsabrechnungsbogen stellt Erich Gutenberg (1958) zufolge eine Tabelle dar, die in der Horizontalspalte die Kostenstellen und in der Vertikalspalte die Kostenarten enthält. Der einstufige Betriebsabrechnungsbogen sieht im Grundschema wie folgt aus:
| Betriebsabrechnungsbogen (BAB) | Betriebsabrechnungsbogen (BAB) | Betriebsabrechnungsbogen (BAB) | Betriebsabrechnungsbogen (BAB) | Betriebsabrechnungsbogen (BAB) | Betriebsabrechnungsbogen (BAB) | Betriebsabrechnungsbogen (BAB) | Betriebsabrechnungsbogen (BAB) | Betriebsabrechnungsbogen (BAB) | Betriebsabrechnungsbogen (BAB) | Betriebsabrechnungsbogen (BAB) | Betriebsabrechnungsbogen (BAB) | Betriebsabrechnungsbogen (BAB) | Betriebsabrechnungsbogen (BAB) | Betriebsabrechnungsbogen (BAB) | Betriebsabrechnungsbogen (BAB) | Betriebsabrechnungsbogen (BAB) | Betriebsabrechnungsbogen (BAB) | Betriebsabrechnungsbogen (BAB) | Betriebsabrechnungsbogen (BAB) |
| Kostenarten                    | Hauptkostenstellen             | Hauptkostenstellen             | Hauptkostenstellen             | Hauptkostenstellen             | Hauptkostenstellen             | Hauptkostenstellen             | Hauptkostenstellen             | Hauptkostenstellen             |                                |                                |                                |                                |                                |                                |                                |                                |                                |                                |                                |
|                                | Material                       | Produktion                     | Verwaltung                     | Vertrieb                       |                                |                                |                                |                                |                                |                                |                                |                                |                                |                                |                                |                                |                                |                                |                                |
| Abschreibungen                 |                                |                                |                                |                                |                                |                                |                                |                                |                                |                                |                                |                                |                                |                                |                                |                                |                                |                                |                                |
| Personalkosten                 |                                |                                |                                |                                |                                |                                |                                |                                |                                |                                |                                |                                |                                |                                |                                |                                |                                |                                |                                |
| Sozialkosten                   |                                |                                |                                |                                |                                |                                |                                |                                |                                |                                |                                |                                |                                |                                |                                |                                |                                |                                |                                |
| Betriebssteuern                |                                |                                |                                |                                |                                |                                |                                |                                |                                |                                |                                |                                |                                |                                |                                |                                |                                |                                |                                |
| Miete                          |                                |                                |                                |                                |                                |                                |                                |                                |                                |                                |                                |                                |                                |                                |                                |                                |                                |                                |                                |
| Summe Gemeinkosten             |                                |                                |                                |                                |                                |                                |                                |                                |                                |                                |                                |                                |                                |                                |                                |                                |                                |                                |                                |
| ------------------------------ | ------------------------------ | ------------------------------ | ------------------------------ | ------------------------------ | ------------------------------ | ------------------------------ | ------------------------------ | ------------------------------ | ------------------------------ | ------------------------------ | ------------------------------ | ------------------------------ | ------------------------------ | ------------------------------ | ------------------------------ | ------------------------------ | ------------------------------ | ------------------------------ | ------------------------------ |

Die Gemeinkosten werden von den Neben- und Hilfskostenstellen auf die Hauptkostenstellen umgelegt. Auf die Kostenstellen werden alle Kostenarten nach dem Kostenzurechnungsprinzip verteilt. Dazu sind bei den Gemeinkosten (etwa Verwaltungskosten) Rechnungsverfahren einzusetzen, mit deren Hilfe die angefallenen Kosten verursachungsgerecht auf die Kostenstellen verteilt werden können. Diese Verfahren reichen von einer prozentualen Zuschlagskalkulation über die Ermittlung von Verrechnungssätzen für einzelne Anlagen über die innerbetriebliche Leistungsverrechnung bis hin zur Prozesskostenrechnung. Hierdurch ist sowohl eine Verteilung der Primärkosten als auch der Sekundärkosten möglich.

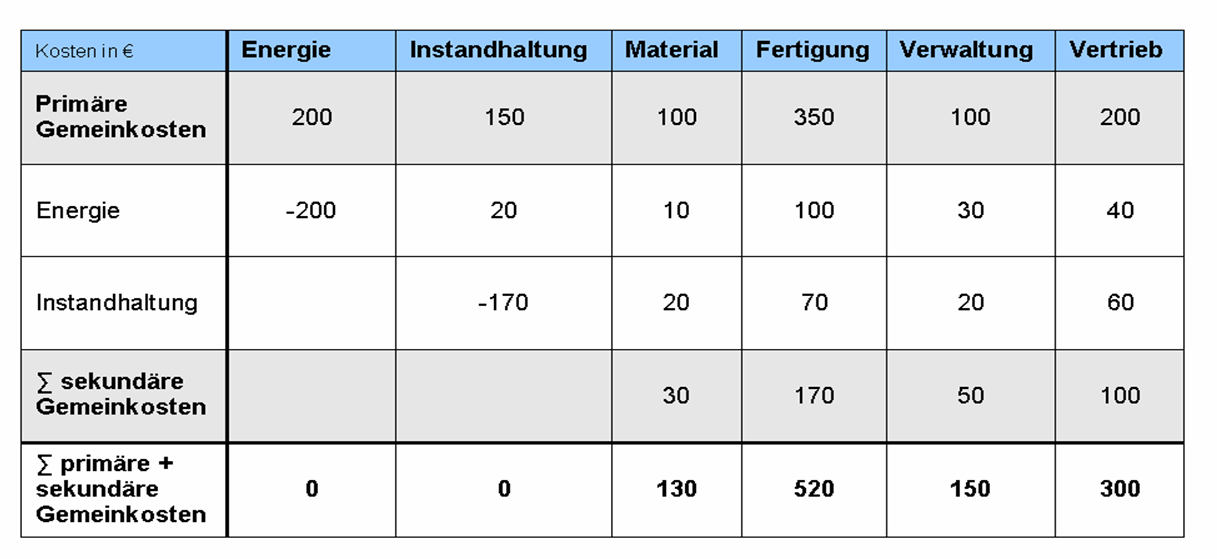
Betriebsabrechnungsbogen für Primär- und Sekundärkosten

Für das interne Rechnungswesen wird ein tabellarisch strukturiertes Formular verwendet, heutzutage meistens innerhalb einer Tabellenkalkulations-Software. In dieser Tabelle sind in Zeilen die einzelnen Kostenarten (Anschaffungskosten, Energiekosten, Herstellungskosten, Vertriebskosten) mit den jeweils angefallenen Werten aufgelistet. In Spalten sind die einzelnen Kostenstellen aufgeführt. Die Kosten pro Kostenart werden nun in der Regel mit einem Umlageschlüssel in jeder Zeile auf die Kostenstellen verteilt, die entsprechende Kosten verursacht haben. Hierbei ist darauf zu achten, dass sich die Kosten eindeutig ihrem Verursacher zuordnen lassen. Dies geschieht eventuell in mehreren Stufen. Ein typisches Beispiel hierfür ist die Umlage von Gemeinkosten auf eine allgemein verfügbare Kostenstelle. Die Verwaltung eines Unternehmens beispielsweise hat einen eigenen Stromverbrauch, der in die Kosten der Verwaltung einfließt. Die Verwaltung wiederum dient den Kostenstellen der Fertigung, Vertrieb usw. Somit müssen die Verwaltungskosten wiederum dem Vertrieb, Fertigung usw. zugeordnet werden. Am Ende werden die Kosten jeder Kostenstelle zusammengezählt.

## Kostenbereiche bzw. Kostenstellen

### Hauptkostenstellen
- Fertigung: Konstruktion, Montage, Endkontrolle;
- Fertigungsmaterial: Beschaffung, Materialprüfung, Lagerung;
- Vertrieb: Verkauf, Vertreterprovision, Werbung;
- Verwaltung: Management, Rechnungswesen, Personalwesen, Organisationsabteilung.

### Hilfskostenstellen
- Die Kosten der Hilfskostenstellen werden nicht direkt auf die Kostenträger verrechnet, sondern per Verteilungsschlüssel auf die in Anspruch nehmenden Kostenstellen umgelegt.

### Allgemeine Kostenstelle
- Allgemeine Kostenstellen (Gemeinkosten, die vom kompletten Betrieb verursacht werden)
  - Energieversorgung,
  - Fuhrpark,
  - Kantine
  - Gebäude usw.
- Hilfskostenstellen (Gemeinkosten, die nur von Teilbereichen, z. B. Fertigung, verursacht werden)
  - IT-Dienstleistung,
  - Instandhaltung,
  - Werkschutz,
  - betriebsinterner Reparaturservice usw.

Aufgrund der aus dem BAB gewonnenen Daten lassen sich Zuschlagssätze errechnen:
- Materialgemeinkosten-Zuschlagsatz: Materialgemeinkosten als Prozentsatz des Fertigungsmaterialverbrauchs;
- Fertigungsgemeinkosten-Zuschlagsatz: Fertigungsgemeinkosten als Prozentsatz der Fertigungslöhne;
- Verwaltungsgemeinkosten-Zuschlagsatz: Verwaltungsgemeinkosten als Prozentsatz der Herstellkosten (Fertigungsmaterial + Materialgemeinkosten + Fertigungslöhne + Fertigungsgemeinkosten);
- Vertriebsgemeinkosten-Zuschlagsatz: Vertriebsgemeinkosten als Prozentsatz der Herstellkosten.

## Erweiterter und mehrstufiger Betriebsabrechnungsbogen
Bei einem erweiterten Betriebsabrechnungsbogen lassen sich Gemeinkosten mit Hilfe von Verteilungsschlüsseln auf jeweilige Kostenträger verteilen. Das übergeordnete Ziel hierbei ist, alle Einzelkosten und Gemeinkosten einer Abrechnungsperiode sowohl insgesamt als auch nach einzelnen Kostenträgern
spezifisch auszuweisen.
Beispiel
für einen mehrstufigen bzw. erweiterten Betriebsabrechnungsbogen
nach dem Stufenleiterverfahren:
| Art                                            | Kosten in Euro | Verteilungsschlüssel |
| ---------------------------------------------- | -------------- | -------------------- |
| Hilfs- und Betriebsstoffe                      | 120.000        | 1:2:3:2:0:0:0        |
| Gehälter                                       | 640.000        | 1:3:8:7:4:6:3        |
| Sozialabgaben                                  | 60.000         | 3:4:3:4:2:10:4       |
| Abschreibungen (AfA) (Absetzung für Abnutzung) | 250.000        | 1:5:6:7:2:1:3        |
| Steuern                                        | 51.000         | 1:2:2:3:2:3:4        |
| Mieten                                         | 72.000         | 0:0:5:7:1:3:2        |
| Instandhaltung                                 | 36.000         | 4:2:7:2:1:0:2        |
|                                                |                |                      |
| Allgemeine Kostenstelle                        | 62.000         | 6:12:8:4:6:4         |
| Fertigungsstellen A und B                      |                | 6:4                  |

| Kostenangaben in Tausend Euro           |                         |                       |                   |                   |                |              |               |
| Gemeinkosten                            | allgemeine Kostenstelle | Fertigungshilfsstelle | Fertigungsstellen | Fertigungsstellen | Materialstelle | Verw.-Stelle | Vertr.-Stelle |
| Gemeinkosten                            | allgemeine Kostenstelle | Fertigungshilfsstelle | A                 | B                 | Materialstelle | Verw.-Stelle | Vertr.-Stelle |
| Hilfs- und Betriebsstoffe 120           | 15                      | 30                    | 45                | 30                | 0              | 0            | 0             |
| Gehälter 640                            | 20                      | 60                    | 160               | 140               | 80             | 120          | 60            |
| Sozialabgaben 60                        | 6                       | 8                     | 6                 | 8                 | 4              | 20           | 8             |
| AfA 250                                 | 10                      | 50                    | 60                | 70                | 20             | 10           | 30            |
| Steuern 51                              | 3                       | 6                     | 6                 | 9                 | 6              | 9            | 12            |
| Mieten 72                               | 0                       | 0                     | 20                | 28                | 4              | 12           | 8             |
| Instandhaltungen 36                     | 8                       | 4                     | 14                | 4                 | 2              | 0            | 4             |
| Summe 1229                              | Summe 62                | Summe 158             | Summe 311         | Summe 289         | Summe 116      | Summe 171    | Summe 122     |
|                                         | >                       | 9,3                   | 18,6              | 12,4              | 6,2            | 9,3          | 6,2           |
|                                         |                         | Summe 167,3           | 100,38            | 66,92             | -              | -            | -             |
| Summen aus Ergebnissen der Kostenträger |                         |                       |                   |                   |                |              |               |
| 1229                                    | 0                       | 0                     | 429,98            | 368,32            | 122,2          | 180,3        | 128,2         |

## Aufgaben
Neben der Verrechnung von Gemeinkosten hat der BAB auch die Aufgabe, Kostensätze zu bilden, Istkosten zu erfassen, eine Übersicht über die Kostenentstehung zu gewährleisten und die Kalkulation zu unterstützen.